# Santo Stefano Belbo
Santo Stefano Belbo är en ort och kommun i provinsen Cuneo i regionen Piemonte i Italien. Kommunen hade 3 842 invånare (2018).
Den tidigare kommunen Camo uppgick den 1 januari 2019 i Santo Stefano Belbo.